# 锚近狂蛛
锚近狂蛛（学名：Drassyllus vinealis）为平腹蛛科近狂蛛属的动物。分布于欧洲东部、俄罗斯、南朝鲜以及中国大陆的新疆、西藏、河南、青海、北京等地，常生活于草丛的石隙间。该物种的模式产地在欧洲。